# لا بيسيتا (محطة مترو أنفاق مدريد)
لا بيسيتا (بالإسبانية: La Peseta)‏ هي محطة مترو أنفاق في مدريد في إسبانيا، تقع على الخط رقم 11.